# Eriko Satō
Eriko Satō, née le 19 décembre 1981  à Sapporo, Hokkaido, est une actrice japonaise.

## Filmographie
- Samurai Gâlu 21
- Mohou-han
- Pureigâru
- Guuzen nimo saiaku na shounen
- 2004 : Cutie Honey 「キューティーハニー」
- "Tokyo-wankei Destiny of Love"
- "Smap x Smap"
- Nihon chinbotsu
- Kuchisake-Onna
- Funuke domo, kanashimi no ai wo misero
- 2007 : Carved de Kôji Shiraishi
- 2013 : R100 de Hitoshi Matsumoto
- 2018 :  Laplace's Witch (ラプラスの魔女, Rapurasu no Majo) de Takashi Miike : Chisato Mizuki

## Séries TV
- Densha otoko (2005)